# Kōji Ezumi
Kōji Ezumi (japanisch 江角 浩司 Ezumi Kōji; * 18. Dezember 1978 in der Präfektur Shimane) ist ein ehemaliger japanischer Fußballspieler.

## Karriere
Ezumi erlernte das Fußballspielen in der Schulmannschaft der Izumo Technical High School und der Universitätsmannschaft der Osaka University of Health and Sport Sciences. Seinen ersten Vertrag unterschrieb er 2002 bei den Ōita Trinita. Der Verein spielte in der zweithöchsten Liga des Landes, der J2 League. 2002 wurde er mit dem Verein Meister der J2 League und stieg in die J1 League auf. Für den Verein absolvierte er 10 Erstligaspiele. 2006 wechselte er zum Ligakonkurrenten Omiya Ardija. Für den Verein absolvierte er 117 Erstligaspiele. 2015 wechselte er zum Drittligisten Kataller Toyama. Für den Verein absolvierte er 23 Ligaspiele. Ende 2016 beendete er seine Karriere als Fußballspieler.